# Direito & Literatura
Direito & Literatura é um programa de televisão brasileiro do tipo debate, produzido pela Rede Brasileira Direito e Literatura (RDL), em parceria com o Programa de Pós-Graduação em Direito da Unisinos. É apresentada pelo professor e procurador de justiça Lenio Luiz Streck, veiculado semanalmente na TV Justiça e TV Unisinos..
Apresenta debates entre professores do Direito e da Literatura, com o objetivo de difundir, no Brasil, o estudo das interfaces existentes nessas duas áreas do conhecimento: O Direito contado a partir da Literatura, possibilitando, assim, que se desenvolva um novo modo de pensar o direito e, sobretudo, de compreender os fenômenos sociais no interior das culturas jurídica e literária. Traz ao conhecimento do público obras que marcaram gerações, levantando questões e proporcionando debates sobre temas da atualidade que se relacionam com obras da literatura. Através da discussão de obras literárias, o programa oferece uma complexa contextualização no campo da cultura.

## Episódios
2011
- Histórias de Cronópios e de Famas, de Julio Cartázar
- Os contos dos Irmãos Grimm, de Jacob e Wilhelm Grimm
- Pappilon, de Henri Charrière
- A Guerra do Fim do Mundo, de Mario Vargas Liosa
- Alexandre Dumas, de Herman Melville
- A Rainha Margot, de Alexandre Dumas
- As troianas, de Eurípedes
- Ilusões perdidas, de Honoré de Balzac
- Aqueles dois, de Caio Fernando Abreu
- A idade da razão, de Jean-Paul Sartre
- Negrinha, de Monteiro Lobato
- O círculo de giz caucasiano, de Bertolt Brecht
- Entre os Muros da Escola, de François Bégaudeau
- Os Ratos, de Dyonélio Machado
- Coração Apertado, de Marie Ndiaye
- O Túnel, de Ernesto Sábato
- Auto da barca do inferno, de Gil Vicente
- Terras do Sem Fim, de Jorge Amado
- Fogo Morto, de José Lins do Rego
- Orgulho e Preconceito, de Jane Austen
- A intrusa, de Jorge Luis Borges
- Precisamos falar sobre o Kevin, de Lione Shriver
- O último jurado, de John Grisham
- A sangue frio, de Truman Capote
- A elegância do ouriço, de Muriel Barbery
- Guerra e paz, de Liev Tolstoi
- O Centauro no Jardim, de Moacyr Scliar
- O Último Dia de um Condenado, de Victor Hugo
- A Divina Comédia, de Dante Alighieri

2010
- Delírio, de Laura Restrepo
- A vingança de Michael Kohlhaas, de Heinrich von Kleist
- O queijo e os vermes, de Carlo Ginzburg
- Lavoura arcaica, de Raduan Nassar
- Nada de novo no front, de Erich Remarque
- Odisseia, de Homero
- A geração da utopia, de Pepetela
- O idiota, de Fiódor Dostoiévski
- Morte e Vida Severina, de João Cabral de Melo Neto
- Dom Quixote, de Miguel de Cervantes
- A caverna, de José Saramago
- Fontamara, de Ignazio Silone
- Absolvição, de Antonio Monda
- Os miseráveis, de Victor Hugo
- Carl Hamblin, de Edgar Lee Masters
- A náusea, de Jean-Paul Sartre
- O assassinato do perdedor, de Camilo José Cela
- Divórcio em Buda, de Sándor Márai
- A letra escarlate, de Nathaniel Hawthorne
- A paixão segundo G. H., de Clarice Lispector
- Diário de um ano ruim, de J. M. Coetzee
- Ratos e homens, de John Steinbeck
- Germinal, de Émile Zola
- Memórias do Cárcere, de Graciliano Ramos
- Carta a El Rey D. Manuel, de Pero Vaz de Caminha
- La pregunta de sus ojos, de Eduardo Sacheri
- Desobediência civil, de Henry D. Thoreau
- Fahrenheit 451, de Ray Bradbury
- As bruxas de Salém, de Arthur Miller
- Dom Casmurro, de Machado de Assis
- As aventuras de Pinóquio, de Carlo Collodi
- A marca humana, de Philip Roth
- Vidas secas, de Graciliano Ramos
- Metamorfose, de Franz Kafka
- Billy Budd, de Herman Melville
- Memórias póstumas de Brás Cubas, de Machado de Assis
- O senhor embaixador, de Érico Veríssimo
- O moleiro de Sans-Souci, de François Andrieux
- Hamlet, de William Shakespeare

2009
- Madame Bovary, de Gustave Flaubert
- Crônica de uma Morte Anunciada, de Gabriel García Márquez
- São Bernardo, de Graciliano Ramos
- Capitães da areia, de Jorge Amado
- Gomorra, de Roberto Saviano
- As vespas, de Aristófanes
- Laranja mecânica, de Anthony Burgess
- O barão nas árvores, de Ítalo Calvino
- A casa de vidro, de Ivan Ângelo
- O prisioneiro, de Érico Veríssimo
- Reparação, de Ian McEwan
- O sol é para todos, de Harper Lee
- Cândido, ou O Otimismo, de Voltaire
- O homem sem qualidades, de Robert Musil
- A Morte de Ivan Ilitch, de Liev Tolstoi
- A trégua, de Mario Benedetti
- O dossiê pelicano, de John Grisham
- Medida por medida, de William Shakespeare
- As viagens de Gulliver, de Jonathan Swift
- A história imortal, de Karen Blixen
- O conto da ilha desconhecida, de José Saramago
- A colônia penal, de Franz Kafka
- Budapeste, de Chico Buarque
- Perto do coração selvagem, de Clarice Lispector
- O Crime do Padre Amaro, Eça de Queiroz
- Édipo rei, de Sófocles
- Amistad, Alexs Pate
- O Leitor, de Bernhard Schlink
- Êxodo, do Antigo Testamento
- As vinhas da ira, de John Steinbeck
- As crônicas de Machado de Assis
- As benevolentes, de Jonathan Littell
- A Queda, de Albert Camus
- Triste fim de Policarpo Quaresma, de Lima Barreto
- Prometeu acorrentado, de Ésquilo
- O médico e o monstro, de Robert Louis Stevenson
- Robinson Crusoe, de Daniel Defoe

2008
- Oresteia, de Ésquilo
- A Casa dos Espíritos, de Isabel Allende
- O mito de Sísifo, de Albert Camus
- O Contrato de Casamento, de Honoré de Balzac
- Oliver Twist, de Charles Dickens
- Incidente em Antares, de Érico Veríssimo
- Ensaio sobre a cegueira, de José Saramago
- À espera dos bárbaros, de John Maxwell Coetzee
- Admirável mundo novo, de Aldous Huxley
- Fausto, de Johann Wolfgang von Goethe
- O alienista, de Machado de Assis
- A revolução dos bichos, de George Orwell
- Ensaio sobre a lucidez, de José Saramago
- O nome da rosa, de Umberto Eco
- O Estrangeiro, de Albert Camus
- Antígona, de Sófocles
- O processo, de Franz Kafka
- As cartas do Pe. Antônio Vieira
- 1984, de George Orwell
- Crime e castigo, de Fiódor Dostoiévski
- O senhor das moscas, de William Golding
- O mercador de Veneza, de William Shakespeare
- Dona Flor e seus dois maridos, de Jorge Amado
- Desonra, de John Maxwell Coetzee

## Prêmios
- Prêmio Açorianos - (2013) - Destaque Literário.[3][4]